# 科尔德斯普林
科尔德斯普林（英語：Coldspring）是位于美国纽约州卡特罗格斯县的一个镇，地处卡特罗格斯县西南部、萨拉曼卡以西。2010年美国人口普查时，该镇有663人。最初的定居者于1818年左右到达此地。1837年，该镇正式建立。